# 웨이펑허
웨이펑허(중국어 간체자: 魏凤和, 병음: Wèi Fènghé; 1954년 2월 출생)는 중국 인민해방군의 퇴역 장군 (상장)으로, 이전에는 제2포병부대라고 불리던 중국 인민해방군 로켓군의 사령관을 역임했다. 2018년부터 2023년까지 그는 국방부장을 지냈는데, 중국 인민해방군 육군 출신이 아닌 첫 국방부장이었고, 2018년 3월부터 2023년 3월까지는 첫 번째 국무위원이었으며, 중앙군사위원회 (CMC)의 첫 번째 일반 위원이기도 했다.
2023년 9월, 웨이는 부패 혐의로 중앙군사위원회 기율검사부의 조사를 받았다. 2024년 6월, 그는 중국공산당에서 제명되었고 그의 사건은 군 사법부로 이관되어 형사 기소되었으며, 로켓군 장군 계급은 박탈되었다.

## 초기 생활 및 경력
웨이펑허는 1954년 2월 산둥성 랴오청시에서 태어났다. 그는 각각 1970년 12월과 1972년 1월에 중국 인민해방군과 중국공산당에 입대했다. 웨이는 1984년 PLA Second Artillery Command Academy 지휘학과를 졸업하고, 제2포병부대에서 장군으로 승진했다.
2012년 10월, 웨이는 징즈위안을 대신하여 제2포병부대 사령관이 되었다. 11월에는 장군으로 진급했다. 제2포병 사령관이 되기 전, 웨이는 제2포병 장교로서는 처음으로 중국 인민해방군 총참모부 부참모장을 역임했다. 웨이는 또한 제2포병 참모장, 제2포병 부참모장, 제53기지 사령관, 제54기지 참모장 등 제2포병의 다양한 지휘 직책을 수행했다.
웨이는 중국공산당 제17차 중앙위원회 후보 위원이었고, 제18차 및 제19차 중앙위원회의 정식 위원이었다.

### 국방부장
2018년 3월 19일, 웨이는 국방부장 및 국무위원으로 임명되었다.
2019년 6월 2일, 1989년 톈안먼 사태 30주년을 며칠 앞두고 웨이는 1989년 톈안먼 광장 사건에서 정부의 행동과 시위 진압에 대해 정부가 "동요를 막는 데 단호했다"고 옹호했다.
2020년 12월 1일, 웨이는 파키스탄과 중국 간의 국방 협력을 증진한 공로로 니샨에이임티아즈를 수상했다.
2022년 6월, 웨이는 "누구든 대만을 중국에서 분리하려 한다면, 중국군은 어떤 대가를 치르더라도 전쟁을 시작하는 것을 결코 주저하지 않을 것"이라고 경고하며, 중국 인민해방군은 "싸울 수밖에 없을 것이며… 대만 독립 시도를 분쇄하고 국가 주권과 영토 보전을 수호할 것"이라고 덧붙였다.
2023년 3월, 웨이는 2023년 전국인민대표대회 첫 회의에서 국무위원 겸 국방부장 직책에서 물러났고, 리상푸가 그 뒤를 이었다.

## 몰락
8월 31일, 한 기자가 우첸 국방부 대변인에게 웨이펑허의 행방에 대해 묻자, 우는 중국군이 "모든 사건을 조사하고 모든 부패 관리를 단속할 것이다. 중국군은 법에 따라 통치하며, 부패에 대해 무관용 원칙을 보인다"고 밝혔다. 9월 23일 제74회 중화인민공화국 국경절 기념 행사에는 웨이와 리상푸가 불참했다. 신화통신사의 130명 이상의 중국 고위 정치인 명단에 그의 이름이 포함되지 않으면서 중국 인민해방군 로켓군에서 진행 중인 부패로 인한 웨이의 숙청에 대한 소문이 증폭되었다. 2024년 5월, 전 전국인민대표대회 상무위원회 부위원장 우윈치무의 장례식에 웨이의 이름으로 된 화환이 놓여져, 그가 로켓군 내의 진행 중인 반부패 숙청을 피했을 것이라는 추측을 낳았다. 그러나 2024년 6월 27일, 중국공산당 중앙정치국은 웨이와 리상푸 모두 "기율 및 법률 위반"으로 당에서 제명되었으며, 그들의 사건이 형사 기소를 위해 군의 법률 조직으로 이관되었다고 발표했다. 웨이는 권력을 이용해 타인을 위해 이익을 얻는 대가로 무단 선물과 거액의 돈을 받은 혐의를 받고 있다. 두 사람은 장군 계급을 박탈당했다. 웨이에게 제기된 일부 혐의는 그의 사건에만 해당하며, 과거 중국국민당으로 망명했던 고위 중국공산당원들에게 사용된 것으로 알려져 있다.

## 같이 보기
- 2022년 중국의 대만 주변 군사훈련